# Torneo Clausura 2006 (Guatemala)
El Torneo de Clausura 2006 fue el 14º torneo corto del fútbol guatemalteco, dando fin a  la temporada 2005-06 de la Liga Nacional en Guatemala, quedando como campeón el club Municipal.

## Equipos

### Equipos participantes
| Club                                   | Ciudad              | Departamento   | Estadio                         | Capacidad |
| -------------------------------------- | ------------------- | -------------- | ------------------------------- | --------- |
| Antigua GFC                            | Antigua Guatemala   | Sacatepéquez   | Estadio Pensativo               | 9.000     |
| Cobán Imperial                         | Cobán               | Alta Verapaz   | Estadio José Ángel Rossi        | 15.000    |
| Club Social y Deportivo Comunicaciones | Ciudad de Guatemala | Guatemala      | Estadio Cementos Progreso       | 17.000    |
| Club Social y Deportivo Municipal      | Ciudad de Guatemala | Guatemala      | Estadio del Trébol              | 25.000    |
| Club Deportivo Heredia                 | San José            | Petén          | Estadio Julián Tesucún          | 8 000     |
| Deportivo Jalapa                       | Jalapa              | Jalapa         | Estadio Las Flores              | 10.000    |
| Deportivo Marquense                    | San Marcos          | San Marcos     | Estadio Marquesa de la Ensenada | 10.000    |
| Deportivo Petapa                       | San Miguel Petapa   | Guatemala      | Estadio Julio Armando Cóbar     | 7 000     |
| Suchitepéquez                          | Mazatenango         | Suchitepéquez  | Estadio Carlos Salazar Hijo     | 12 000    |
| Xelajú Mario Camposeco                 | Quetzaltenango      | Quetzaltenango | Estadio Mario Camposeco         | 10.000    |

### Equipos por Departamento
| Departamento   | N.º | Equipos                           |
| -------------- | --- | --------------------------------- |
| Guatemala      | 3   | Comunicaciones, Municipal, Petapa |
| Suchitepéquez  | 1   | Deportivo Suchitepéquez           |
| Zacapa         | 1   | Deportivo Zacapa                  |
| Alta Verapaz   | 1   | Cobán Imperial                    |
| Jalapa         | 1   | Jalapa                            |
| Quetzaltenango | 1   | Xelajú                            |
| Sacatepéquez   | 1   | Antigua GFC                       |
| San Marcos     | 1   | Marquense                         |
| Petén          | 1   | Heredia                           |

## Posiciones
|  | Pos. | Equipos        | PJ | PG | PE | PP | GF | GC | Dif. | PTS | Clasificación        |
|  | ---- | -------------- | -- | -- | -- | -- | -- | -- | ---- | --- | -------------------- |
|  | 1º   | Municipal      | 18 | 11 | 6  | 1  | 41 | 14 | +27  | 39  | Semifinales          |
|  | 2º   | Marquense      | 18 | 10 | 3  | 5  | 33 | 23 | +10  | 33  | Semifinales          |
|  | 3º   | Suchitepéquez  | 18 | 8  | 4  | 6  | 21 | 21 | 0    | 28  | Acceso a semifinales |
|  | 4º   | Xelajú MC      | 18 | 8  | 3  | 7  | 24 | 21 | +3   | 27  | Acceso a semifinales |
|  | 5º   | Jalapa         | 18 | 7  | 5  | 6  | 16 | 21 | -5   | 26  | Acceso a semifinales |
|  | 6º   | Cobán Imperial | 18 | 6  | 7  | 5  | 27 | 24 | +3   | 25  | Acceso a semifinales |
|  | 7º   | Heredia        | 18 | 6  | 3  | 9  | 19 | 24 | -5   | 21  |                      |
|  | 8º   | Petapa         | 18 | 5  | 4  | 9  | 19 | 23 | -4   | 19  |                      |
|  | 9°   | Comunicaciones | 18 | 4  | 4  | 10 | 18 | 31 | -13  | 16  |                      |
|  | 10º  | Antigua GFC    | 18 | 4  | 3  | 11 | 14 | 30 | -16  | 15  |                      |
|  |      |                |    |    |    |    |    |    |      |     |                      |

## Líderes individuales

### Trofeo Botín de Oro
| N.º | Jugador           | Goles | Minutos Jugados | Equipo                            |
| --- | ----------------- | ----- | --------------- | --------------------------------- |
|     | Juan Carlos Plata | 11    | 1,314           | Club Social y Deportivo Municipal |
| 2   | Jorge Estrada     | 11    | 1,395           | Club Deportivo Marquense          |
| 3   | Mario Acevedo     | 10    | 1,507           | Club Social y Deportivo Municipal |

## Fase Final
|  | Clasificación a Semifinales | Clasificación a Semifinales | Clasificación a Semifinales | Clasificación a Semifinales | Clasificación a Semifinales |  |  | Semifinales | Semifinales   | Semifinales | Semifinales | Semifinales |  |  | Final | Final     | Final | Final | Final |
|  |                             |                             |                             |                             |                             |  |  |             |               |             |             |             |  |  |       |           |       |       |       |
|  |                             |                             |                             |                             |                             |  |  | 1           | Municipal     | 1           | 3           | 4           |  |  |       |           |       |       |       |
|  | 4                           | Xelajú MC                   | 1                           | 2                           | 3                           |  |  | 4           | Xelajú MC     | 2           | 1           | 3           |  |  |       |           |       |       |       |
|  | 5                           | Jalapa                      | 0                           | 0                           | 0                           |  |  |             |               |             |             |             |  |  | 1     | Municipal | 2     | 2     | 4     |
|  |                             |                             |                             |                             |                             |  |  |             |               |             |             |             |  |  | 2     | Marquense | 0     | 1     | 1     |
|  |                             |                             |                             |                             |                             |  |  | 3           | Suchitepéquez | 0           | 0           | 0           |  |  |       |           |       |       |       |
|  | 3                           | Suchitepéquez               | 0                           | 4                           | 4                           |  |  | 2           | Marquense     | 0           | 1           | 1           |  |  |       |           |       |       |       |
|  | 6                           | Cobán Imperial              | 3                           | 0                           | 3                           |  |  |             |               |             |             |             |  |  |       |           |       |       |       |

| Campeón Clausura 2006 |
| Municipal 24º Título  |
| --------------------- |

## Tabla acumulada
|  | Pos. | Equipos        | PJ | PG | PE | PP | GF | GC | Dif. | PTS | Clasificación               |
|  | ---- | -------------- | -- | -- | -- | -- | -- | -- | ---- | --- | --------------------------- |
|  | 1º   | Municipal      | 36 | 22 | 11 | 3  | 76 | 28 | +48  | 77  | Copa Interclubes UNCAF 2006 |
|  | 2º   | Marquense      | 36 | 18 | 7  | 11 | 61 | 41 | +20  | 61  | Copa Interclubes UNCAF 2006 |
|  | 3º   | Xelajú MC      | 36 | 18 | 5  | 13 | 55 | 43 | +12  | 59  |                             |
|  | 4º   | Comunicaciones | 36 | 14 | 9  | 13 | 56 | 59 | -3   | 51  |                             |
|  | 5º   | Suchitepéquez  | 36 | 15 | 6  | 15 | 46 | 53 | -7   | 51  |                             |
|  | 6º   | Jalapa         | 36 | 14 | 8  | 14 | 41 | 55 | -14  | 50  |                             |
|  | 7º   | Heredia        | 36 | 11 | 9  | 16 | 40 | 50 | -10  | 42  |                             |
|  | 8º   | Cobán Imperial | 36 | 8  | 13 | 15 | 45 | 52 | -7   | 37  | Liguilla de descenso        |
|  | 9°   | Petapa         | 36 | 6  | 15 | 15 | 36 | 51 | -15  | 33  | Liguilla de descenso        |
|  | 10º  | Antigua GFC    | 36 | 8  | 9  | 19 | 35 | 59 | -24  | 33  | Descendido                  |
|  |      |                |    |    |    |    |    |    |      |     |                             |

## Promocionales por Ascenso o permanencia a la Liga Nacional
| Local en la ida | Global  | Local en la vuelta | Ida   | Vuelta | Resultado                                                 |
| --------------- | ------- | ------------------ | ----- | ------ | --------------------------------------------------------- |
| Zacapa          | 2(5-4)2 | Cobán Imperial     | 2 - 1 | 0 - 1  | Cobán Imperial desciende a la Primera División de ascenso |
| Xinabajul       | 2(4-5)2 | Petapa             | 2 - 1 | 0 - 1  | Petapa permanece en Liga Nacional                         |